# Comèdia mitjana
Comèdia mitjana és el nom que rep un conjunt d'obres de la Comèdia grega que es van escriure entre el Plutus d'Aristòfanes i el Δύσκολος ("Dyskolos") o Misantrop de Menandre d'Atenes, als segles IV i III aC, és a dir entre la Vella comèdia i la Nova comèdia.
No existeix cap obra sencera de la comèdia mitjana, però es conserven 607 fragments de 57 poetes, 365 només d'Antífanes de Cios, el poeta més important d'aquesta etapa de la comèdia. Altres autors representatius són Alexis de Turis i Anaxàndrides. La font principal dels fragments conservats de la comèdia mitjana és Ateneu de Naucratis, que cita nombrosos passatges al Deipnosophistae.

## Estructura de les obres
La principal característica de la comèdia mitjana és la posada en pràctica dels canvis escènics que Aristòfanes va començar a realitzar i que a Menandre ja eren notables, i la disminució de la importància de les parts líriques, és a dir, dels cors. Els textos de les comèdies, donaven una gran importància a la vida quotidiana de la societat, deixant de banda la política, un tema molt comú a la vella comèdia, on al costat de personatges imaginaris, sovint eren posats en escena per burlar-se'n, personatges reals de la vida política i social de la ciutat com ara Cleó d'Atenes, Sòcrates i Eurípides, com es veu a les comèdies d'Aristòfanes que coneixem.
En canvi, a la comèdia mitjana, els personatges reals desapareixen, i són substituïts per personatges que representen tipus estereotipats. Una altra característica molt comuna a la comèdia mitjana és la paròdia d'episodis famosos de la mitologia, amb una perspectiva que recorda el tractament que se'n feia a la tragèdia àtica, especialment per Eurípides. Es van anar incorporant elements diversos, per provocar reaccions còpiques immediates entre el públic. Apareixen els temes eròtics, les intrigues, i personatges que es van repetint, como el rufià, la prostituta, l'enamorat, el fanfarró, l'esclau, el cuiner, etc.